# Europa-Universität Viadrina
Europa-Universität Viadrina är ett universitet i Frankfurt an der Oder i Tyskland.  Universitetet grundades som ett delstatsuniversitet i Brandenburg 1991, som en modern efterföljare till Brandenburgs första universitet Alma Mater Viadrina, som låg i Frankfurt från grundandet 1506 till nedläggningen 1811.  Sedan 2008 drivs universitetet i stiftelseform.
Universitetet är relativt litet och specialiserat, men har universitetsstatus i Tyskland, med 6 267 studenter (våren 2012) och 520 anställda, varav 69 professorer.  Universitetet erbjuder grundutbildningar och forskarutbildning inom kulturvetenskap, juridik och ekonomi, med profil mot europeiskt och tyskt-polskt samarbete, och har rätt att utfärda doktorsexamen och habilitationsexamen.  Man har ett nära samarbete med Collegium Polonicum, högskolan i den polska grannstaden Słubice, och flera polska universitet.  Tillsammans med Humboldtuniversitetet driver man även förvaltningshögskolan Humboldt-Viadrina School of Governance i Berlin.
En undersökning 2011 visade att omkring en tredjedel av universitetets studenter och anställda bor i Berlins storstadsområde och pendlar till universitetet, vilket leder till en stor belastning på regionaltrafiken mellan Berlin och Frankfurt under terminstid.  Under sommarterminen 2012 var 75 procent av studenterna tyska medborgare och 12 procent polska medborgare.
Universitetspresident mellan 1999 och 2008 var statsvetaren och SPD-politikern Gesine Schwan, som två gånger, 2004 och 2009, förlorade valet om att bli Tysklands förbundspresident till Horst Köhler.  Sedan 2008 leds universitetet av diplomaten Gunter Pleuger.